# ۵۶ زن برزنجیر
۵۶ زن برزنجیر یک ستاره است که در صورت فلکی آندرومدا قرار دارد.